# نیت داسینگ
نیت داسینگ (به انگلیسی: Nate Dusing) (زادهٔ ۲۵ نوامبر ۱۹۷۸) شناگر اهل ایالات متحده آمریکا است.